# Блуждающий образ
«Блуждающий образ» (нем. Das wandernde Bild) — немой фильм режиссёра Фрица Ланга, снятый в 1920 году. Фильм был реставрирован в 1987 году на основе частично сохранившейся плёнки.

## Сюжет
Акт 1. Виль Бранд, собирающийся судиться с Ирмгард, вдовой своего кузена Георга Вандерхайта, за его наследство, случайно встречает эту женщину в поезде, направляющемся на горный курорт. Она явно чем-то напугана, а по прибытии на место выясняется, что её преследует некто Джон Вандерхайт, называющий её своей женой. Виль Бранд советует Ирмгард скрываться в горах. Она переодевается крестьянкой и пускается в путь.
Акт 2. Джон преследует женщину и вскоре настигает её. Однако, когда он уже готов схватить её, его останавливает местный монах-отшельник. Монах и Ирмгард прячутся в хижине. Джон проникает на склад, где рабочие хранят динамит, и, воспользовавшись взрывчаткой, заваливает хижину камнями. Люди внутри оказываются в ловушке. Ирмгард узнаёт в монахе своего мужа Георга.
Акт 3, в котором рассказывается предыстория событий. Георг Вандерхайт был известным философом и пропагандистом свободной любви. Он встретил и полюбил Ирмгард, однако не признавал институт брака. Женщина же хотела обеспечить своё положение. Это желание усилилось после того, как она забеременела, и она решилась выйти замуж за брата Георга — Джона, который, однако, подписался в церковной книге именем брата. Когда Георг узнал об этом, то решил инсценировать свою смерть, покинув опутанное предрассудками общество. Ирмгард осталась растить дочь в одиночестве, однако ей становилось все труднее справляться с нападками Джона. Наконец, она решила бежать от него.
Акт 4. Виль Бранд приводит спасательную группу, которая вызволяет Георга и Ирмгард из завала. Преследуемый Джон срывается с обрыва и гибнет. Ирмгард предлагает Георгу вернуться с ней в мир и начать все с начала, однако тот отказывается. Дело в том, что он дал обет и не вернется в общество, пока каменное изваяние Девы Марии, поставленное в горах, не сойдет с места.
Акт 5. Ирмгард спускается с гор, занимается благотворительностью. Виль Бранд, лишённый наследства, предлагает ей руку и сердце, и она из благодарности готова согласиться. Тем временем, страшная буря в горах повергает статую Мадонны. Георг возвращается к совместной жизни с женой.

## В ролях
- Миа Май — Ирмгард Вандерхайт
- Ганс Марр — Георг Вандерхайт / Джон Вандерхайт
- Рудольф Кляйн-Рогге — Виль Бранд
- Лони Нест
- Гарри Франк

## Реставрация
Фильм был восстановлен на основе единственной копии, найденной в одном из кинохранилищ Бразилии. Из 2032 метров оригинального монтажа сохранилось 1410 метров, при этом интертитры в плёнке отсутствовали, а сценарий фильма обнаружить не удалось. Утраченные, но важные для понимания сюжета фрагменты были компенсированы титрованными вставками.